# Autizam
Autizam je vrlo složeni poremećaj u razvoju mozga, koji karakteriše slaba ili nikakva socijalna interakcija i komunikacija, kao i ograničeni i ponavljajući obrasci ponašanja. Autizam je poremećaj u mnogim delovima mozga, ali se ne može sa punom sigurnošću dokazati kako oni ostvaruju svoj uticaj na sveukupno ponašanje organizma. Nasleđe u nastanku autizma ima veliku ulogu; genetički poremećaj je složen i za sad se još ne zna koji su geni za to odgovorni. U ređem broju slučajeva autizam se povezuje sa teratogenim činiocima koji uzrokuju defekte u toku rođenja. Postoje i drugi (tj. sekundarni) uzroci autizma, koji se navode u literaturi; tako npr deset procenata osoba sa Daunovim sindromom razviju i autizam. Ovi oblici autizma su simptom primarnog oboljenja, i, za razliku od klasičnog oblika, teoretski mogu biti izlečeni.
Kod autizma nema smanjenja ili povratka na početno stanje, on je ravnomeran u svom intenzitetu i toku. Autizam utiče na mnoge delove mozga, mada i danas nije sasvim razjašnjeno na koji se način taj uticaj ostvaruje. Dok se kod jednih osoba vide teža oštećenja poput mentalne retardacije, izraženog ćutanja, ponavljajuća motorika (kao što je lupkanje rukama ili ljuljanje); kod drugih sa blažim oštećenjima može postojati aktivan ali prepoznatljivo neobičan socijalan pristup usko ograničenih interesa i opširno pedantne komunikacije.
Roditelji su ti koji obično prvi uoče karakteristične znakove, u prvoj ili drugoj godini detetovog života (eventualno do treće). Rano otkrivanje autizma može pomoći detetu da stekne određene socijalne veštine i samostalnost. Kod težih oblika autizma samostalan život malo je moguć, dok je kod blažih oblika on moguć uz minimalnu pomoć sredine.
Bez pravovremenog otkrivanja i intervencije, život osoba sa autizmom može biti u većoj meri ograničen i često se završava sa rezidencijalnim smeštajem, pre nego što takva osoba ostaje da živi u porodici, zbog nesposobnosti roditelja kao i školskog sistema da se nose sa potrebama i ponašanjem autističnog deteta. Imajući ovo u vidu i incidencu autizma, koja iznosi jedan slučaj na 100 osoba (SA), Ujedinjene nacije su proglasile 2. april Svetskim danom autizma.

## Definicija
Američka psihijatrijska asocijacija (APA) u svom Dijagnostičkom i statističkom priručniku za mentalne poremećaje (DSM-IV-TR) je definisala autizam kao jedan od pet pervazivnih razvojnih poremećaja (engl. Pervasive developmental dissorder (PDD)) kod dece, koji zapravo podrazumeva pet dijagnostičkih poremećaja. Najpoznatiji pervazivni poremećaji iz grupe autističnig poremećaja su: dečji disintegrativni poremećaj, Aspergerov sindrom i nespecifični pervazivni razvojni poremećaj (engl. PDD-NOS), koji se nekad naziva i atipični autizam. Retov sindrom, koji je duže smatran za jedan od oblika autizma (što se odlikovalo i u klasifikaciji u MKB-10), je zapravo u osnovi genetsko oboljenje. Nespecifični pervazivni razvojni poremećaj se dijagnostikuje kada nema kriterijuma za uspostavljanje dijagnoze određenog, višeg specifičnog poremećaja koji se karakteriše široko rasprostranjenim abnormalnostima u socijalnoj interakciji i komunikaciji, izrazito ograničenim interesima i čestom ponavljajućem ponašanju („automatizmu“). Po tim karakteristikama autizam se razlikuje od ostalih poremećaja iz grupe poremećaja autističkog spektra (engl. ASD). Ponekad se termin autizam koristi za opis autističnog poremećaja a nekad da bi opisao svih pet PDD-a. Međutim takođe postoje i drugi poremećaji koji se zajednički zovu poremećaji autističnog spektra.

## Epidemiologija
Procena rasprostranjenosti autizma široko varira, u zavisnosti od dijagnostičkih kriterijuma, godina kada su deca pregledana, geografske lokacije. Koliko tačno u svetu ljudi pati od ovog poremećaja u razvoju, ne zna se tačno. Prema podacima Ministarstva za rad i socijalnu politiku, u Srbiji danas je registrovano oko 2.000 osoba sa autizmom, od čega je oko 800 dece. Iako ne postoje precizni podaci, veruje se da samo u Beogradu živi više od 700 porodica u kojima neki član ima ovaj razvojni poremećaj.
Prema procenama svetske zdravstvene organizacije, oko 1 % populacije ima autizam. Neka od najnovijih istaživanja pokazuju da jedna u 36 osoba ima autizam. Prema mišljenju većine stručnjaka danas, broj autističnih ljudi ili djece se ne povećava, međutim poveđava se broj dijagnostifikovanih.
Istraživanja autizma u prvoj dekadi 21. veka procenjuju:
- Postojanje 1 do 2 slučaja na 1.000 osoba, i 6 na 1.000 osoba sa autističkim spektrom poremećaja (ASD).[20]
- Učestalost PDD-NOS-a procenjuje se na 3,7 slučajeva na 1.000
- Aspergerov sindrom zastupljen je sa oko 0,3 slučaja na 1.000
- Atipični oblici dečjeg disintegrativnog poremećaja i Retov sindrom su daleko ređi.[21]
- Svako stoto dete u Engleskoj, pati od autizma, prema nedavno sprovedenom istraživanju britanskih naučnika, na čelu s profesorom Gilijanom Bejrdom. Epidemiološka studija iz 2006. sprovedena sa, otprilike, 57.000 britanske dece uzrasta od 9 i 10 godina pokazala je da 3,89 ispitanika na 1.000 ima autizam i 11,61 na 1.000 autistički spektar poremećaja (ili da 116 dece na svakih 10.000 pati od autizma ili poremećaja srodnih autizmu). Ranije se verovalo da je taj odnos 44 na deset hiljada dece, što je prema ovom istraživanju dvostruko veći broj dece sa ovim poremećajem u ovoj zemlji. Dobijene nešto veće vrednosti mogu biti, ne samo rezultat porasta ovog razvojnog poremećaja već i rezultat širih dijagnostičkih kriterijuma i kvalitetnije i sveobuhvatnije dijagnostike.
- Jedna finska studija objavljena u časopisu European Journal of Child and Adolescent Psychiatry (2001, 9) navodi podatak da je stopa učestalosti autizma u Finskoj jedno dete na 483.

Zbog neadekvatnih podataka, ove brojke mogu potceniti rasprostranjenost osoba sa autističkim spektrom poremećaja.
Broj prijavljenih slučajeva sa autizmom dramatično se povećao devedesetih godina 20. veka i s početka 21. veka. Ovo povećanje delom se može pripisati promenama u metodama dijagnostike, većoj dostupnosti zdravstvenih usluga, životnom dobu u momentu dijagnostike, te boljoj zdravstvenoj prosvećenosti stanovništva,
 iako se neki faktori sredine ne mogu sasvim isključiti.
Široko citirana pilot-studija iz 2002. zaključuje da povećanje stope autizma u Kaliforniji ne može biti objašnjeno promenama u dijagnostičkim kriterijima, ali analiza iz 2006. otkriva da je učestalost nerealno prikazana, zbog toga što mnogi slučajevi nisu dijagnostikovani u ranijem periodu. Takođe povećanje stope u periodu od 1994. do 2003. u SAD povezano je i sa promenom u drugim kategorijama dijagnoze, što je dovelo do dijagnostičke supstitucije.
Rizik od autizma povezan je i sa nekoliko prenatalnih i perinatalnih faktora rizika. Revizija iz 2007. utvrdila je povezanost faktora rizika sa roditeljskim karakteristikama koje uključuju poodmaklu dob za majku i oca, zatim mesto rođenja van područja Evrope i Severne Amerike i određena stanja kod porođaja koja uključuju malu porođajnu težinu deteta i trajanje trudnoće i hipoksiju prisutnu za vreme porođaja.
Među roditeljima koji imaju dete sa autizmom, postoji 2-18% veća mogućnost da njihovo dete ima isto stanje.
Veći rizik od autizma imaju dečaci u odnosu na djevojčice. Muško-ženski odnos za ASD iznosi 4,3:1 i on je umnogome modifikovan kognitivnim oštećenjem. Sa mentalnom retardacijom odnos je bliži vrednosti 2:1, a bez nje 5,5:1.
Iako dokazi ne impliciraju da bilo koji faktor rizika koji je povezan sa trudnoćom uzrokuje autizam, rizik od autizma povezuje se sa poodmaklom starošću roditelja sa dijabetesom, krvarenjem i upotrebom psihijatrijskih lekova u trudnoći. Rizik je veći kod starijih očeva nego kod starijih majki. Većina lekara smatra da rasa, etnička pripadnost i socijalno-ekonomski status ne utiču na pojavu autizma.
Nekoliko drugih stanja povezano je s autizmom:
- genetički poremećaji - oko 10-15% slučajeva autizma može se identifikovati Mendelovim putem (praćenjem jednog gena), hromozomskom abnormalnošću ili drugim genetičkim sindromima,[29] a ASD je povezan s nekoliko genetičkih poremećaja;[30]
- mentalna retardacija - britanska studija iz 2001. sprovedena kod dvadesetšestoro autistične dece otkrila je otprilike 30% dece sa inteligencijom u normalnom rangu (IQ iznad 70), 50% je sa slabom do umerenom mentalnom retardacijom, 20% s teškom do apsolutnom mentalnom retardacijom (IQ ispod 35). Za druge oblike ASD-a (ne za autizam) ista studija je pokazala da otprilike 94% od šezdesetpetoro dece s PDD-NOS-om ili Aspergerovim sindromom ima normalnu inteligenciju;[31]
- poremećaji teskobe - česti su kod dece s ASD-om; ne postoje sigurni podaci, ali studije su navele stope učestalosti u rasponima od 11% do 84%. Mnogi poremećaji teskobe imaju simptome koji se bolje objašnjavaju samim ASD-om ili ih je teško razlikovati od simptoma ASD-a;
- epilepsija, sa varijacijom u riziku od epilepsije s obzirom na godine, kognitivni nivo i vrstu jezičkog poremećaja;[32]
- metabolički poremećaji - više oblika ovih poremećaja povezano je sa autizmom, kao npr fenilketonurija;[33]
- manje fizičke anomalije- znatno su češće kod autistične populacije;[34]
- poremećaji spavanja- pogađaju oko dve trećine osoba s ASD-om u nekom periodu u detinjstvu. Tu se najčešće javljaju simptomi nesanice, kao što su teškoće u uspavljivanju, česta noćna i ranojutarnja buđenja. Problemi sa spavanjem povezani su sa neadekvatnim ponašanjem i stresom u porodici i često su u fokusu kliničke pažnje nad primarnom ASD-dijagnozom.[35]
- psihopatološki poremećaji- zajedno s ASD-om često su opisani i neki psihopatološki poremećaji, poput depresije i fobija, ali to nije sistematski proučeno i određeno.

Prijavljivanje autizma, uprkos njegovoj korisnosti za određivanje rizika, manje je korisno u epidemiologiji autizma zato što poremećaj nastane mnogo pre nego što je dijagnostikovan. Praznina između nastanka i dijagnoze pod uticajem je mnogih faktora nepovezanih sa rizikom. Pažnja se posvećuje jedino na to da li se učestalost tokom vremena povećava. Ranije procene učestalosti su niže, otprilike 0,5 na 1.000 za autizam tokom šezdesetih i sedamdesetih godina 20. veka i otprilike 1 na 1.000 tokom osamdesetih godina 20. veka, suprotno današnjem (s početka 21. veka koji iznosi 1 do 2 slučaja na 1.000 ljudi).

## Etiologija
Teorije o etiologiji autizma još uvijek nisu potpune i pouzdane. Predloženi su razni etiološki faktori, od genetičkih do faktora sredine. Kod pojedinih istraživača postoje nedoumice zbog toga što autizam nije jednostrani poremećaj, već se na njega gleda kao jedinstvo tri glavna faktora (socijalni, komunikativni, ponavljajuće ponašanje), koji imaju različitu etiologiju, ali se i često preklapaju.

### Genetički poremećaji
Danas sve više istraživača autizam proglašava naslednim poremećajem u razvoju, nastalom zbog složenih genetičkih poremećaja koji do danas nisu dovoljno istraženi. Međutim, ono što pomalo zbunjuje je nesklad između sve većeg broja autističkih poremećaja u 21. veku i činjenice da genetički poremećaji nemaju karakteristiku ovakvo naglog (tako reći epidemijskog) povećanja njegove stope učestalosti?
Genetika primarno ne funkcioniše na ovaj način. Pa se povećanje učestalosti novootkriveniм dijagnoza autizma ne može baš savim objasniti genetikom, i da genetika možda ipak ne igra tako veliku ulogu u razvoju autizma, jer nema novijih modela strukturne genetičke varijacije kod blizanaca. Kad je jedan identični blizanac autističan, drugi često ima određene poteškoće u učenju i socijalizaciji. Kod odrasle braće, rizik za jedan ili više simptoma šireg autističnog fenotipa iznosi oko 30%.
Genetika autizma izrazito je složena. Za svaku osobu sa autizmom moguća je mutacija više gena. Mutacije različitih setova gena mogu kod svakog biti drugačije. Takođe moguće su važne interakcije između mutacija u nekoliko gena, ili između okoline i mutiranih gena. Identifikacijom genetičkih markera nasleđenih sa autizmom u porodičnim studijama, locirano je nekoliko gena kandidata; većina njih je odgovorna za kodiranje proteina uključenih u nervni sistem, njegov razvoj i funkcionisanje. Ipak, kod većine takvih gena nije pronađena mutacija koja bi bila odgovorna za autizam.
Normalno, autizam nije moguće otkriti Mendelovim praćenjem jednog gena ili jednom hromozomskom abnormalnošću kao što je fragilni X hromozom ili sindrom delecije 22q13.
Kod velikog broja osoba sa autizmom, bez porodične anamneze, autizam može biti rezultat engl. copy number variations (CNV), tj. spontane promene strukture genetičkog materijala za vreme mejoze, poput delecije ili duplikacije. Dakle, autizam može biti nasledan u značajnoj meri, ali ne i nasleđen: tj., mutacija koja uzrokuje da autizam nije prisutan u roditeljskom genomu. Pojedinačni, nenasleđeni slučajevi proučavani su za otkrivanje genetičkog lokusa uključenog u autizam. Primenom uređene komparativne genomske hibridizacije (engl. aCGH), tehnike za uočavanje CNV-a, jedna studija ih je pronašla u 10% slučajeva u porodicama sa jednim autističnim detetom. Neki od izmenjenih lokusa otkriveni su na nasleđenom autizmu u ranijim studijama; većina je jedinstvena u pojedinačnim slučajevima ispitanim u studiji.
Mada deo autizma koji se može genetički pratiti može narasti do 30-40% kao rezolucija unapređenja aCGH, nekoliko istraživanja nepažljivo je opisano, što navodi javnost na pogrešno mišljenje kako je veliki deo autizma uzrokovan CNV-om i moguće ga je otkriti putem aCGH, te da je otkrivanje CNV-a jednako značajna za genetičku dijagnozu. engl. Autism Genome Project) baza sadrži (engl. genetic linkage) i CNV podatke koji povezuju autizam sa lokusom, koji je možda svaki ljudski hromozom uključen u autizam.
Iako je po brojnim podacima iz literature autizam primarno genetički poremećaj nastanak autizma je povezan i sa nekoliko prenatalnih i perinatalnih faktora rizika. Studija iz 2007. u faktorima rizika nalazi povezanost bolesti sa:
- Roditeljskim karakteristikama koje uključuju poodmaklu dob za majku i oca,
- Mesto (oblast) rođenja,
- Određena stanja kod porođaja koja uključuju malu težinu deteta kod rođenja i trajanje, trudnoće,
- Pojavu hipoksije u mozgu za vreme porođaja.

### Vakcinacija kao mogući uzrok?
Po nekim autorima kao mogući uzroci njegovog nastanka navode se i poremećaji nakon rođenja kao što su postvakcinalne reakcije nakon primljenih vakcina u ranom detinjstvu. Ove teorije su neprihvatljive jer su bez pouzdanih dokaza. Postoje pouzdani naučni dokazi da nema uzročno-posledične veze između autizma i vakcina za morbile, zauške i rubeolu, te nema uverljivih dokaza da vakcina sa tiomersalom pomaže u nastanku autizma, premda prve autistične simptome roditelji mogu videti kod svoje dece za vreme rutinske vakcinacije. Tako je roditeljska briga dovela do pada broja imunizovane dece i istovremeno verovatno povećanje epidemije morbila, poput slučaja morbila u Britaniji u vreme leta 2007.

### Faktori sredine
U toku je i veliki broj istraživanja u cilju otkrivanja faktora sredine. Dokazi su ponekad anegdotski i nepotvrđeni verodostojnim studijom. Nekoliko drugih pre i posle porođajnih faktora privuklo je pažnju naučnika zbog mogućeg uticaja na razvoj autizma ili na pogoršanje njegovih simptoma, ali bi oni za sada mogli biti važni samo za buduća istraživanja. Oni uključuju: infekcijske bolesti, teške metale, organske i neorganske rastvarače, izduvne gasove dizela, polihlorirani bifenil, fenole koji se koriste u proizvodnji plastike, pesticide, alkohol, pušenje i zabranjene droge.

### Anemija tokom trudnoće
Žene koje imaju anemiju u ranoj trudnoći izložene su riziku da rode dete s autizmom, poremećajem pažnje s hiperaktivnošću, intelektualnim poteškoćama, ukazuju rezultati studije sprovedene u Švedskoj.
Iako studija nije mogla dokazati uzročno-posledičnu vezu, dijagnoza anemije u ranoj fazi trudnoće može značiti ozbiljan i dugotrajan nedostatak ishrane fetusa. Kako se različiti delovi mozga i nervnog sistema razvijaju u različito vreme tokom trudnoće, ranija izloženost anemiji može uticati na mozak drugačije u odnosu na kasniju izloženost.
Oko 15 do 20% trudnica na globalnom nivou tokom trudnoće pati od anemije usled nedostatka gvožđa u ishrani. Velika većina tih anemija dijagnostikovana je u poodmakloj trudnoći, jer fetus u razvoju troši puno majčinog gvožđa.

## Klinička slika
Kliničku sliku autizma karakterišu oštećenja u sve tri sfere funkcionisanja karakteristične
za pervazivne razvojne poremećaje. Roditelji su najčešće ti koji uoče prve poremećaje u razvoju deteta i to u prvoj ili drugoj godini života. Prvi simptomi autizma nekada se javljaju u osmom mesecu života. Roditelji se gotovo nikada ne obraćaju za savet lekaru pre 18. meseca života njihovog deteta, a definitivna dijagnoza autizma retko se postavlja pre četvrte godine. Istraživanja pokazuju da deca, dijagnostikovana u drugoj godini života, po pravilu zadržavaju dijagnozu autizma i kasnije.

### Reciprocitet socijalnih interakcija
Glavni problem kod autistične dece je odsustvo socijalnih veština, koji se počinje uočavati još u ranom detinjstvu. Autistične bebe pokazuju manje pažnje na socijalnu stimulaciju, manja je reakcija gestovima, osmehom i pogledom i slabije odgovaraju na poziv vlastitim imenom. Kod mlađe dece s autizmom često je prisutan nedostatak kontakta očima, odsustvo govora tela i skloni su korišćenju tuđe ruke ili tela kao pomagala.
Autistična deca stara tri do pet godina, neće spontano prilaziti drugima, i odgovarati na emocije i oponašati druge ljude. Ali ona mogu razviti privrženost osobama koje su im primarni negovatelji (obično jedan ili oba roditelja). Autistična deca ne vole biti sama. Ali kod njih je izražen problem sklapanja i održavanja prijateljstava. Za njih je merilo prijateljstva kvalitet prijateljstva a ne broj prijateljstava. Manji deo dece s autizmom je sklon agresiji i autoagresiji, oko 30% slučajeva dece može ispoljiti agresivno ponašanje u kraćim intervalima.
Otprilike polovina roditelja dece s autizmom neobično ponašanje svoje dece primeti do starosti od 18 meseci, a oko četiri petine do 24 meseca. Bebe izdvaja deficit u zajedničkoj pažnji, odnosno, ako roditelj uperi prstom i kaže "Gledaj!", dete neće reagovati ili će gledati prst.
Uobičajeni znaci
Neki od uobičajeni znakova, koji ako se uoče zahtevaju stručnu pomoć lekara su:
- Nema "brbljanja" do 12 meseci
- Nema gestikulacija (upiranje prstom, mahanje rukom pozdravnih poruka i sl.) do 12 meseci
- Ne progovara ni jednu reč do 16 meseci
- Bez spontanih fraza od dve reči do 24 meseca
- Gubitak bilo koje jezičke ili socijalne veštine u bilo kom uzrastu.

Ponavljajuče ponašanje
Autizam karakterišu sledeći oblici ponavljajućeg ponašanja:
- Stereotipija — kao oblik kretnja bez svrhe,poput lupkanja rukama, vrtenja glavom, ljuljanje telom ili okretanje tanjira
- Kompulzivno ponašanje — koje se odvija namerno i po pravilima, to je slaganje objekata u određenom redu
- Jednoličnost — kao otpor prema promeni, na primer odbijanje premeštanja nameštaja ili dete odbija da se prekine u određenoj radnji.

Ritualno ponašanje
Ritualno ponašanje predstavlja izvođenje dnevnih aktivnosti uvek istim redom, rutina, poput ne menjanja jelovnika ili reda oblačenja.
Ograničeno ponašanje
Ograničeno ponašanje kod autizma je imitirano fokusom, interesom ili aktivnošću, poput prevelike zaokupljenosti sa jednom igračkom
Autoagresija
Autoagresija, kao oblik destruktivnog ponašanja uključuje pokrete koji mogu povrediti osobu. Otprilike 30% osoba s Autizmom u nekim trenucima pribegne autoagresiji.

## Dijagnoza
Autizam je komplikovano dijagnostikovati, jer ne postoje testovi krvi, genetički markeri, facijalne oznake ili druge karakteristike prisutne kod svih autističnih osoba. Dijagnoza je subjektivna, često zavisna od zapažanja određenih oblika ponašanja. Ključne oblasti razvojnog oštećenja kod deteta sa autizmom je kognitivna sfera, razvoj mišljenja, zaključivanja i razumevanja. U ovim oblastima očekuje se zastoj. Za razliku od navedenog, socijalni i emocionalni razvoj se normalnije razvijaju kod deteta sa Daun sindromom, nego kod osoba sa autizmom. Ivona Milačić (2005) ovako opisuju očekivane dijagnostičke kriterijume za autizam u prvoj i drugoj godini života kod dece:
| Uzrast                         | Simptomi |
| ------------------------------ | --- |
| Autizma u prvoj godini života  | Poremećaj spavanja • Abnormalan kontakt očima • Poremećaj ishrane Ne odaziva se na ime • Zainteresovanost za određene senzacije Nezainteresovanost za igračke • Neobičan stav tela • Averzija prema dodiru                                                      |
| Autizma u drugoj godini života | Slab razvoj govora ili regresija govora • Agresivno ponašanje • Loše socijalne interakcije Stereotipni pokreti i stereotipna interesovanja • Nedostatak imitacije • Hiperaktivnost Nedostatak korišćenja gestova • Pojava rutina i rituala • Tantrumi, plakanje |

Rano otkrivanje autizma i rana intervencija pozitivno utiču na ishod autističnog poremećaja, što je veoma bitno za dalji tok života jer detetu daje mogućnost da stekne određene socijalne veštine i samostalnost. Prednost rane dijagnostike su;
- Mogućnost za ranu intervenciju i, samim tim, bolju prognozu.
- Iščekivanje dijagnoze povećava stres kod roditelja.
- Rana dijagnoza daje porodici priliku da se bolje upozna sa prirodom poremećaja.
- Porodica bolje razume potrebe i ponašanje deteta.

Najčešće prisutne poteškoće u postavljanju rane dijagnoze autizma su:
- Dijagnostički kriterijumi za autizam ICD 10 i DSM-IV-TR retko se opažaju u prvoj godini života.
- Nespremnost roditelja da se suoče sa problemom.
- Varijabilnost simptoma.
- Nedostatak prospektivnih studija (zavise od sećanja, a prisećanje je pod uticajem događaja koji su usledili).

Dijagnoza autizma zasniva se na posmatranju ponašanja pacijenta, a ne na uzroku ili mehanizmu poremećaja. Postoji 16 deskriptivnih simptoma koje treba opservirati. Ako je prisutna odgovarajuća kombinacija od 8 simptoma daje se dijagnoza autizma. Simptomi su grupisani u 4 opšte kategorije:
1. Teško oštećene socijalne interakcije,
2. Teško oštećena komunikacija i imaginacija,
3. Veoma ograničena interesovanja i aktivnosti,
4. Rana pojava simptoma (2-4 godine).

U nekim slučajevima, kao kod Daunovog sindroma, mentalna retardacija može da maskira autizam, i dijagnoza može da se postavi tek kasnije ili nikad.
Dijagnostički kriterijum za autizam koji je dat od strane Američke psihijatrijske asocijacije je sadržan u njihovom Dijagnostičkom i statističkom priručniku za mentalne poremećaje (DSM IV-TR), koji dijagnozu autizma smatra dosta kompleksnom i priznaje je samo kada je data od strane kvalifikovanog profesionalca. Autizam je u DSM-IV-TR definisan sa ukupno najmanje šest i više simptoma, uključujući najmanje;
- dva simptoma kvalitativnog oštećenja u socijalnoj interakciji,
- jedan simptom kvalitativnog oštećenja u komunikaciji i,
- jedan simptom ograničenog ili ponavljajućeg ponašanja.

Primeri simptoma uključuju;
- nedostatak socijalne ili emocionalne uzajamnosti, nedostatak spontane težnje za podelom zadovoljstva, interesovanja, ili postignuća sa drugim ljudima (tj. nema pokazivanja, donošenja ili ukazivanja na objekte koji ga interesuju).
- stereotipna i ponavljajuća upotreba jezika ili individualnog „ličnog“ jezika. Odložen, ili uopšte ne postoji, razvoj govornog jezika (nije praćeno sa pokušajima kompenzacije kroz alternativne modele komunikacije, kao što su gestovi ili mimika).
- uporna preokupacija samo jednom grupom objekta (npr igračaka). Očigledno kruta privrženost za specifične, nefunkcionalne rutine ili rituale.

„Napadi“ moraju biti pre treće godine, sa usporenim ili abnormalnim funkcijama u socijalnoj interakciji, korišćenom jeziku u socijalnoj komunikaciji, simbolici ili imaginarnim (zamišljenim) igrama. Glavne definicije su iste i u MKB 10 klasifikaciji.
Dostupno je nekoliko dijagnostičkih instrumenata za autizam. Dva se uobičajeno koriste u istraživanjima:
- Dijagnostički intervju za autizam - dopunjen (engl. ADI-R), koji je polustrukturirani roditeljski intervju.
- Dijagnostička opservacijska skala za autizam (engl. ADOS), koristi se posmatranjem i interakcijom sa detetom.

Lestvica za procenu dečjeg autizma (engl. CARS) široko se koristi u kliničkom okruženju za određivanje težine autizma, i zasnivaju se na posmatranju deteta. Postoje i drugi testovi koji se u praksi koriste u dijagnostici, na primer:
- Vinerlandska skala adaptiranog ponašanja.
- Dijagnostički intervju za asocijalne i komunikacijske poremećaje (engl. DISCO).
- Sumarna evaluacija ponašanja.

Pedijatar obično kod prvog preliminarnog pregleda uzima u obzir i istoriju razvoja i fizikalni pregled deteta. Ako postoji rizik, dijagnoza i procena se dalje postavlja uz pomoć stručnjaka za ASD, koji posmatra kognitivne, komunikacijske, porodične i druge faktore, uključujući i standardne metode dijagnostike i uzima u obzir mogeuća povezana medicinska stanja sa ovim poremećajem.
Diferencijalna dijagnoza za ASD može uzeti u obzir i mentalnu retardaciju, oštećenje sluha i specifični poremećaj jezika, kao što je Landau-Kleffner sindrom. ASD neki put može biti dijagnostikovan do starosti od 14 meseci, i ako dijagnoza postaje stabilnija nakon prve tri godine života. Dete od tri godine koje ispunjava dijagnostičke kriterije za ASD pre će potpasti pod iste kriterijume i u narednim godinama nego dete od godinu dana koje ispunjava iste kriterijume.
U Ujedinjenom Kraljevstvu, Nacionalni plan autizma za decu preporučuje najviše 30 sedmica od prvih uočenih znakova mogućeg autizma do potpune dijagnoze i procene. Ipak, malo se slučajeva u praksi tako brzo reši. Studija iz 2006. govori da se prva procena od strane specijalizovanih stručnjaka izvede u starosti od 48 meseci, a službena dijagnoza ASD u starosti od 61 mesec, što je u proseku 13 meseci od prvih znakova do krajnje procene, više od preporučenih 30 nedelja.
Klinička genetička procena često se radi kad je ASD već dijagnostikovan, naročito kada drugi simptomi već govore o mogućem genetičkom uzroku. Iako genetička tehnologija dozvoljava povezivanje 40% procenjenih slučajava sa genetičkim uzrokom, dogovorene smernice u SAD i UK ograničene su na testiranja fragilnog X i visokorazlučivih hromozoma. Komercijalna dostupnost ovakvih testova mogla bi prethoditi pravovaljanom razumevanju rezultata testova, zbog genetičke složenosti autizma. Metabolička i neuroslikovna testiranja ponekad su od pomoći, ali nisu rutinska.
U graničnim slučajevima čest je problem preterana ili nedovoljna dijagnoza; povećanje broja registrovanih osoba sa autizmom u skorije vreme verovatno je uzrokovano promenama u dijagnostičkoj praksi. Sve veća popularnost opcije terapije s lekovima i širenje povlastica dali su podsticaj pružaocima usluga u dijagnostikovanju ASD-a, što je rezultovalo u nekim preteranim dijagnozama kod dece sa nejasnim simptomima. Obratno, cijeni pregledi i dijagnoze te izazovi u osiguranju da to bude plaćeno može sprečiti ili usporiti uspostavljanje dijagnoze. Posebno je teško dijagnostikovati autizam kod slepih osoba, delom zbog toga što deo dijagnostičkih kriterijuma zavisi od oblika, a delom i zbog autističnih simptoma koji se preklapaju sa uobičajenim kod slepoće.
Simptomi autizma i ASD-a počinju vrlo rano u djetinjstvu, ali ponekad izostanu. Odrasli mogu zatražiti retrospektivnu dijagnozu kako bi mogli pomoći sebi ili svojoj porodici u shvatanju sebe, ili kako bi poslodavcu pomogli da napravi prilagodbe, ili, u nekim slučajevima, kako bi podneli zahtev za novčanu pomoć zbog poteškoća u životu.

## Terapija
Pored primene čitavog niza terapijskih metoda, za sada nema leka za autizam. Cilj lečenja je rehabilitativno-funkcionalan i ogleda se u maksimalnom osposobljavanju deteta za funkcionisanje u svakodnevnom životu. Kasno započeto i neadekvatno lečenje može uticati na dugoročni ishod, i zato je autizam potrebno što pre dijagnostikovati i timski lečiti.
Deca sa autizmom odrastaju u odrasle osobe sa autizmom. Zavisno od težine poremećaja nekima od njih će biti potrebna briga i staranje tokom celog života. Teži oblici zahtevaju trajnu negu i staranje o osobi, dok lakši oblici uglavnom mogu da žive i funkcionišu samostalni. Jednostrano lečenje se nije pokazalo dobrim. Terapija se obično prilagođava detetovim potrebama. Ako se krene rano s intenzivnim, upornim programima edukacije i bihevioralne terapije, može se pomoći detetu da dostigne određeni nivo samostalnosti, socijalnih i radnih veština.
Svi koji su angažovani oko tretmana moraju pokušati da shvate autistično dete. Kao i svako drugo dete, i ono ima emocije i potrebe. Njemu je potreban oslonac i nežnost, ali pre svega želja da ga neko razume. Autistična deca da bi razumela nas, koriste izuzetno veliki napor, koji treba ceniti i uzvraćati kroz znake ljubavi i htenja da ono bude zdravo i srećno, u tom svom svetu koji dete nije samo izabralo.
- | „ | S kraja 20. veka, bilo je malo saznanja ili razumevanja autizma u Sjedinjenim Državama. Ne znam da li su tretmani za autizam danas toliko drugačiji od tretmana 1994. ili 1995. godine, ali činjenica je da u današnje vreme društvo shvata autizam i prihvata ga. Autizam nije više nevidljiv... Profesor Roj Ričard Grinker (2012) | ” |

Lekovi se često koriste za lečenje problema povezanih sa autizmom. Više od polovini dece u SAD je propisan lek protiv grčenja mišića, zajedno sa lekovima iz klase antidepresiva, antipsihotika i stimulanasa. Zasada postoje oskudna istraživanja oko rezultata ili sigurnosti primene terapije lekovima kod adolescenata i odraslih sa autizmom, ali je dokazano da nijedan poznati lek ne leči glavne simptome autizma - oštećenje socijalne interakcije i komunikacije.
- | „ | Postoji mnogo programa za pomoć i rad sa osobama sa autizmom ali nijedan nije podjednako dobar i dovoljan za svakoga. Zbog toga u kreiranju individualnih programa moraju da učestvuju svi neposredno zainteresovani: osobe sa autizmom koliko god je to moguće, roditelji, članovi porodice, medicinsko osoblje, terapeuti i angažovani stručnjaci... | ” |

Poslednjih nekoliko godina u lečenju Autizma dobre rezultate daje Hiperbarična medicina
(odnosno njena metoda hiperbarična oksigenacija u barokomorama). Nažalost ova metoda zbog specifičnosti primene i „otpor“ na koji nailazi njena primena kod pojedinih lekara i farmaceutskih kuća, HBOT nije dovoljno zastupljena u praksi.

Iako se iz ranijih „nekontrolisanih“ istraživanja znalo da hiperbarična oksigenoterapija (HBOT), može uspešno biti primenjena u lečenju Autizma, sve do nedavno ova hipoteza nije bila potvrđena kvaltetnim istraživanjima. Konačni rezultati, dobijeni kontrolisanim kliničkim istraživanjem, dokazali su da HBOT dovodi do poboljšanja i umanjenje dejstva čitavog niza poremećaja kod Autizma.
U multicentričnom, slučajnom, dvostruko slepom, kontrolisanom istraživanju u 6 različitih centara u SAD, hiperbarični tretman sa decom obolelom od autizma sproveden je od strane Daniel A. Rossignol et all, iz Međunarodnog centra za razvoj deteta u Melburnu, u američkoj saveznoj državi Floridi. Istraživanja su obavljena u 6 različitih centara u SAD.
Ovim istraživanjem obuhvaćeno je 62 dece uzrasta od 2 do 7 godina starosti nasumice podeljenoj u dve eksperimentalne grupe. Prva grupa (u daljem tekstu “grupa lečenih” ) tretirana je 40 časovnom hiperbaričnom oksigenacijom, u barokomorama na 1,3 ATA u atmosferi 24% kiseonika. Druga grupa (u daljem tekstu “kontrolna grupa” ) provele je 40 časova u neznatno hermetičnoj prostoriji (na 1.03 ATA u atmosferi 21% kiseonika).
Na kraju programa lečenja, deca “grupe lečenih” kod kojih je primenjena HBOT pokazala su značajno poboljšanje praćenih kriterijuma, CGI, ATEC, ABC, u odnosu na “kontrolnu grupu”.
U “grupi lečenih “- došlo je do značajnog poboljšanja sledećih parametara:
- Sveobuhvatno funkcionisanje i kontakt dece sa okolinom je poboljšan,
- Društvena interakcija, govorna, jezička i vizuelna komunikacija je unapređena,
- Hiperaktivnost, razdražljivost i stereotipno ponašanje je umanjeno,
- Društvena interakcija, govorna, jezička i vizuelna komunikacija je unapređena,
- Hiperaktivnost, razdražljivost i stereotipno ponašanje je umanjeno.

Ovom studijom došlo se do zaključka da su se kod dece lečene primenom HBOT znatno umanjili simptomi Autizma u odnosu na kontrolnu grupu, kao i da su deca mlađa od pet godina sa nižim intenzitetom i početnim nivoom Autizma, imala izraženiji nivo poboljšanja poremećaja. Kod 80% dece iz “ lečene grupe” i 38% kod “ kontrolne grupe” postignuti su pozitivni rezultati.
U toku istraživanja Nisu uočeni neželjeni propratni efekti HBO tretmana.

### Alternativni načini lečenja
Iako se u lečenju autizma primenjuju mnoge dostupne alternativne terapije i intervencije, malo ih je podržano od strane naučnih studija. I dok jedan broj alternativnih oblika lečenja ima malu empirijsku podršku u kontekstima kvaliteta života, mnogi drugi programi se fokusiraju na merenje uspeha kojima nedostaje prediktivna valjanost i stvarna relevantnost. Neka alternativna lečenja, ne samo da ne pomažu već mogu dovesti dete u oubiljan rizik.
Ishrana
Preferencija koju deca sa autizmom imaju za nekonvencionalnu hranu može dovesti do smanjenja debljine kortikalne kosti, pri čemu je ona veća kod dijeta bez kazeina, kao posledica niskog unosa kalcijuma i vitamina D; međutim, suboptimalni razvoj kostiju u ASD-u je takođe povezan sa nedostatkom vežbanja i gastrointestinalnim poremećajima. Primera radi, 2005. godine, neuspešna helaciona terapija ubila je petogodišnje dete sa autizmom.
Iako se popularno alternativni medicinski tretmani širom sveta koruste za lečenje osobe sa autizmom, od 2018. godine ne postoje dobri dokazi koji bi preporučili dijetu bez glutena i kazeina kao standardnu terapiju. Pregledom iz 2018. godine zaključeno je da to može biti terapeutska opcija za specifične grupe dece sa autizmom, kao što su one s poznatim intolerancijama na proizvode sa glutenom ili alergijama na hranu, ili s markerima nepodnošljivosti hrane. Prema ispitivanja do sada sprovedenim o efikasnost ishrane bez glutena i kazeina kod dece sa ASD, od ukupno 4 studije, iu dve je utvrđeno je značajno poboljšanje simptoma ASD (stopa efikasnosti 50%). U druge dve studije, čije je trajanje bilo 3 meseca, nije primećen značajan efekat. Autori su zaključili da će duže trajanje ishrane biti neophodno za postizanje poboljšanja simptoma ASD-a. Ostali problemi koji su dokumentovani u sprovedenim ispitivanjima uključivali su transgresiju deteta, malu veličinu uzorka, heterogenost učesnika i mogućnost placebo efekta. Prema ovi studijama u podgrupi ljudi koji imaju osetljivost na gluten postoje ograničeni dokazi koji ukazuju na to da ishrana bez glutena može poboljšati neka oblike autističnog ponašanja.
Muzikoterapija
Postoje dokazni da terapija muzikom, kod autizma može poboljšati društvene interakcije, verbalne komunikacije i veštine neverbalne komunikacije.
Muzika i mozak udruženo vrlo dobro funkcionišu, a stimulacija ritčičkih područja u mozgu može da podstakne motorne veštine i reflekse, takođe ne treba zanemariti i veze koje postoje i veze između muzike i jezika u mozgu
Uticaj muzike (ritma, melodije, harmonije) na fiziološke parametre tela i psihu čoveka poznat je od davnina. Savremena psihološka i neurofiziološka istraživanja daju tumačenja o njenom uticaju na centralni i periferni nervni sistem. Muzikoterapijom se uspešno deluje na visceralne funkcije, vrši stimulacija receptivnih i izražajnih mogućnosti pacijenta (pokret, ples, govor, grafika).
Objašnjenje pozitivnog dejstva muzike, zasnovano je na tome što muzika deluje na deo mozga koji prima i prerađuje informacije dobijene posredstvom čula, tako da se, pod uticajem laganih i prijatnih melodija, smanjuje lučenje hormona stresa, a povećava se lučenje prirodnih analgetika – hormona endorfina.
Kada autistično dete sluša muzika uživo, npr. mini bubnjevi, gitara, harfa, i/ili tastatura, ili kad pacijent sam svira na tim instrumentima, pored već navedenih fizioloških prednosti muzikoterapije, ima velikog značaja u razvijanju fine motorike, vizuelno-motorne kontrole, razvijanja diferenciranosti prstiju, razvijanja lateralizovanosti..ili se kroz ritam može doći do tečnog govora dece sa autističkim spektrom poremećaja.
Ostale vrste alternativne terapije
Druga alternativna medicinska praksa je bez dokaza u uspešnost njihove terapije koja se primenjuje ulečenju autizma, kao što su kombinacije homeopatije, suplemenata i detoksikacije vakcine.

## Tok i prognoza
Autizam je razvojni poremećaj koji traje čitav život, i javlja se u širokom spektru različitih ispoljavanja, pa su u tom smislu tok i prognoza različiti:
- Kod lakših formi — tok i prognoza je povoljnija, jer dete može postići određen stepen psihosocijalnog funkcionisanja,
- Kod teških formi — tok i prognoza je nepovoljnija jer poremećaji u značajnoj meri ometaju psihosocijalno funkcionisanje i dovode do značajnog hendikepa.

Lečenje autizma ima ograničene domete, a sa odrastanjem slika autizma se menja. Neka deca postaju otvorenija, druga razviju govor, dok je kod nekih napredovanje minimalno, ili se razvijaju novi problemi.
Najveći uspeh vidi se kod one dece koja nisu imala udruženu mentalnu retardaciju i koja su dobro razvila govor do pete godine života.
Za autizam ne postoji ciljani lek ili tretman, ali specijalna edukacija i strukturisana mreža
zaštite smanjuju njihove bihejvioralne probleme, podižu nivo veština, a prilagođeni programi
omogućavaju ovoj deci izvestan stepen edukacije. Na ovaj način njihov hendikep, koji se primarno
odnosi na izražene teškoće samostalnog života, najčešće je ograničen, i sveden u određene dosta uske
okvire.

## Literatura
- American Psychiatric Association (2000). „Diagnostic criteria for 299.00 Autistic Disorder”. Diagnostic and Statistical Manual of Mental Disorders (4th ed., text revision (DSM-IV-TR) изд.). American Psychiatric Association. ISBN 978-0-89042-025-6. Архивирано из оригинала 03. 08. 2009. г. Приступљено 25. 6. 2007.
- Daniel A Rossignol,et all (март 2009). „Hyperbaric treatment for children with autism: a multicenter, randomized, double-blind, controlled trial”. BMC Pediatr. 13 (9): 21.

## Spoljašnje veze
- Beogradsko udruženja za pomoć osobama sa autizmom Posećeno: jul 2012
- (језик: енглески) Enzimi u lečenju autizma Posećeno: jul 2012
- (језик: енглески) Hjustonski centar za homeopatiju Posećeno: jul 2012
- (језик: хрватски) Autizam.hr Posećeno: jul 2012
- (језик: хрватски) „Autizam na Zdravlje.hr”. Архивирано из оригинала 29. 9. 2011. г. Posećeno: jul 2012
- (језик: енглески) „Lečenje autizma, obrazloženje.”. Архивирано из оригинала 14. 6. 2012. г. Posećeno: jul 2012
- RTS 1 -Registar dece sa autizmom više od statistike Posećeno: decembar 2016.

|  | Molimo Vas, obratite pažnju na važno upozorenje u vezi sa temama iz oblasti medicine (zdravlja). |